# Petrus Hofman Peerlkamp
Petrus Hofman Peerlkamp (voornamen zijn: Petrus Hofman, de geslachtsnaam is: Peerlkamp) (Groningen, 2 februari 1786 – Hilversum, 28 maart 1865) was een Nederlands classicus, hoogleraar, rector magnificus en Neolatijns schrijver. Hij was vooral bekend om zijn subjectieve methode van tekstkritiek die hij toepaste op de Romeinse dichter Horatius.

## Leven en werk
Peerlkamp was de zoon van Rudolph Peerlkamp en Henrica Veenhorst. Hij bezocht het gymnasium in Groningen en werd daar in 1801 als student ingeschreven. Reeds in 1803 werd hij leraar aan het gymnasium in Haarlem. In 1804 werd Peerlkamp rector in Dokkum en in 1816 in Haarlem. In 1822 volgde hij Elias Annes Borger op als hoogleraar oude letteren en algemene geschiedenis aan de Universiteit van Leiden. Hij sprak op 15 juni zijn inaugurele rede uit: Oratio de praecipua lege divinae Providentiae ab historico doctore observanda. In 1849 legde hij om gezondheidsredenen zijn ambt neer en vestigde zich te Hilversum, waar hij op bijna 80-jarige leeftijd is overleden. Peerlkamp was getrouwd met Sijtske Tjipkjes Hiemstra, met wie hij ten minste drie kinderen had.

### Tekstkritische methode
Peerlkamp was de bedenker van de subjectieve methode van tekstkritiek. Dat hield in dat men niet alleen objectief op grond van de beste handschriften tot een zo goed mogelijke vaststelling van de tekst van een klassieke auteur moet komen, maar subjectief moet vaststellen of de overgeleverde tekst wel voldoet aan het criterium van absolute kwaliteit. Peerlkamp was ervan overtuigd dat het werk van klassieke dichters als Horatius en Vergilius van een smetteloos hoog niveau was en dat hun werk zoals dat in de handschriftelijke overlevering tot ons is gekomen, veel bevat dat niet van die dichters zelf kan zijn, maar door latere interpolaties van onder andere grammatici in de tekst terecht is gekomen. Zijn uitgave van Horatius' Oden (1834, 2e dr. 1862) is het eerste en meest bekende (of beruchte) voorbeeld van zijn methode. Hij schrapte een groot aantal verzen die hij als onecht meende te herkennen.
Peerlkamp was een scherp latinist en kreeg in zijn eigen tijd de nodige bijval voor zijn methode. Nu is deze echter volledig verworpen.

### Werken
Peerlkamp bezorgde vóór zijn uitgave van Horatius' Oden al edities van Xenophon van Efese (1818) en Tacitus' Agricola (1827, 2e dr. 1863). Zijn voorliefde ging echter uit naar de Latijnse poëzie blijkens uitgaven van de Aeneïs van Vergilius (1863) en de Ars Poëtica en de Satiren van Horatius (1843 en 1863). Postuum verscheen nog een uitgave van gedicht IV, 11 van Propertius.
Peerlkamp was tevens samen met John Bake, Jacob Geel en Hendrik Arent Hamaker oprichter van het tijdschrift Bibliotheca Critica Nova, waarvan in de jaren 1825-1831 vijf delen uitkwamen en waaraan Peerlkamp de nodige bijdragen leverde.

### Neolatijnse poëzie
Peerlkamp hield zich zijn hele leven ook bezig met de Neolatijnse poëzie. Zelf was hij als Neolatijns dichter actief. Hij schreef onder meer vijf gedichten over de Leidse buskruitramp in 1807. Zijn Neolatijnse geschriften werden na zijn dood door J.Th. Bergman uitgegeven: Opuscula oratoria et poetica (Leiden 1879). Ook stelde Peerlkamp een boek samen over leven en werk van Nederlanders die in het Latijn hadden gedicht: De vita, doctrina et facultate Nederlandorum qui carmina latina composuerunt (Haarlem 1838), waarvan een eerdere versie al in 1822 was verschenen.